# Clinton (Massachusetts)
Clinton – miejscowość w USA, w stanie Massachusetts, w hrabstwie Worcester.

## Religia
- Parafia Matki Bożej Jasnogórskiej